# Заринск
Зари́нск — город в Алтайском крае России. Административный центр Заринского района, в состав которого не входит. Образует городской округ город Заринск как единственный населённый пункт в его составе. Является территорией опережающего развития (с 16 марта 2018 года).

## Этимология
В 1952 году открыта станция Зари́нская; название образовано от лозунга «Заря коммунизма». С 1958 года рабочий посёлок Зари́нская, с 1979 года город Заринск.

## География
Расположен на севере Бийско-Чумышской возвышенности, на реке Чумыш (приток Оби), в ста километрах к северо-востоку от краевого центра города Барнаула. Железнодорожная станция на Южно-Сибирской железнодорожной магистрали.

### Климат
Преобладает континентальный климат. Зимы холодные и продолжительные. Лето тёплое и короткое.
Среднегодовое количество осадков 435 мм.

## История
Строительство Южно-Сибирской железнодорожной магистрали было закончено в 1953 году, была пущена в строй станция с железнодорожным вокзалом, которая получила название Заринская. В образованном пристанционном посёлке возникли маслосыркомбинат, хлебоприёмный пункт, элеватор, свеклоприёмный пункт, отделение «Сельхозтехники», Чумышская сплавная контора. В 1958 году посёлок получил статус рабочего посёлка, а в 1961 году было закончено строительство второго пути железной дороги и её электрификация. В том же году был построен мост через реку Чумыш.
В марте 1968 году было утверждено задание на разработку проекта строительства Алтайского коксохимического завода (АКХЗ, в настоящее время ОАО «Алтай-кокс»). Осенью 1971 года был составлен и согласован генеральный план. Летом 1977 года началось строительство первой коксовой батареи, а в 1981 году был получен первый алтайский кокс.
Вместе со строительством завода строился и будущий город. Первые дома нового города были построены в 1975 году, годом ранее открылась первая школа в черте новой застройки — школа № 2. Генеральный проект города сначала разрабатывался институтом «Ленгипрогор» и предполагал строительство города с 11 микрорайонами, в которых должно было размещаться 250 тысяч человек, но впоследствии проектирование было перепоручено институту «Алтайгражданпроект» (г. Барнаул).
Указом ПВС РСФСР от 29 ноября 1979 года рабочий посёлок Заринская был преобразован в город Заринск. В его состав были включены село Сорокино и посёлки Миронский (деревня Миронская), Камышенка и Заря.
С 1972 по 1982 года были построены новый железнодорожный вокзал, телецентр, автомобильная дорога Белоярск — Заринск, база ОРСа (на 50 тысяч человек), хлебозавод мощностью 65 тонн в сутки, поликлиника на 420 посещений, музыкальная школа. В следующие 15 лет по инициативе градообразующего предприятия Алтайского коксохимического завода (с 1992 г. АО «Алтай-Кокс») были открыты профилакторий «Бодрость», гостиница «Металлург» (ныне гостиница «Заринск»), стадион «Юность».
В 1984 году в состав города включен посёлок Блиново.
В 2021 году началось масштабное благоустройство города. Были посажены сосны на пустыре по левой стороне проспекта Строителей, построены Спортивный сквер и воркаут-площадка, обустроена и продлена аллея металлургов, началась реконструкция кинотеатра «Заря». В 2022 году администрации города был выделен грант в 85 миллионов рублей на строительство городского парка. 1 июня 2024 года состоялось торжественное открытие первого городского парка культуры и отдыха — «Прометей». Через несколько месяцев были утверждены проекты по строительству нового многоэтажного дома на проспекте Строителей и созданию нового парка — Спортхаба «Драйв» на пустыре за санаторием «Бодрость».

## Население
| 1959    | 1970    | 1979    | 1989    | 1996    | 1997    | 1998    | 1999    | 2000    | 2001    | 2002    | 2003    |
| ------- | ------- | ------- | ------- | ------- | ------- | ------- | ------- | ------- | ------- | ------- | ------- |
| 9635    | ↘8269   | ↗18 327 | ↗50 235 | ↗52 300 | ↘51 900 | ↘51 400 | ↘51 000 | →51 000 | ↘50 900 | ↘50 368 | ↘50 340 |
| 2004    | 2005    | 2006    | 2007    | 2008    | 2009    | 2010    | 2011    | 2012    | 2013    | 2014    | 2015    |
| ↘50 173 | ↘50 161 | ↘49 882 | ↘49 786 | ↘49 661 | ↘49 365 | ↘48 461 | →48 461 | ↘48 049 | ↘47 771 | ↘47 579 | ↘47 274 |
| 2016    | 2017    | 2018    | 2019    | 2020    | 2021    |         |         |         |         |         |         |
| ↘47 035 | ↘46 830 | ↘46 597 | ↘46 254 | ↘45 886 | ↘41 272 |         |         |         |         |         |         |

На 1 января 2025 года по численности населения город находился на 373-м месте из 1124 городов Российской Федерации.
Национальный состав
| национальность | мужчин | женщин | всего  | %    |
| -------------- | ------ | ------ | ------ | ---- |
| русские        | 21 404 | 25 476 | 46 880 | 93   |
| немцы          | 586    | 622    | 1 208  | 2,4  |
| украинцы       | 366    | 365    | 731    | 1,45 |
| татары         | 128    | 142    | 270    | 0,53 |
| мордва         | 97     | 135    | 232    | 0,46 |
| белорусы       | 81     | 95     | 176    | 0,35 |
| армяне         | 64     | 58     | 122    | 0,24 |
| чуваши         | 43     | 61     | 104    | 0,2  |
| итого:         | 23 117 | 27 251 | 50 368 | 100  |

## Городской округ город Заринск
Местное самоуправление

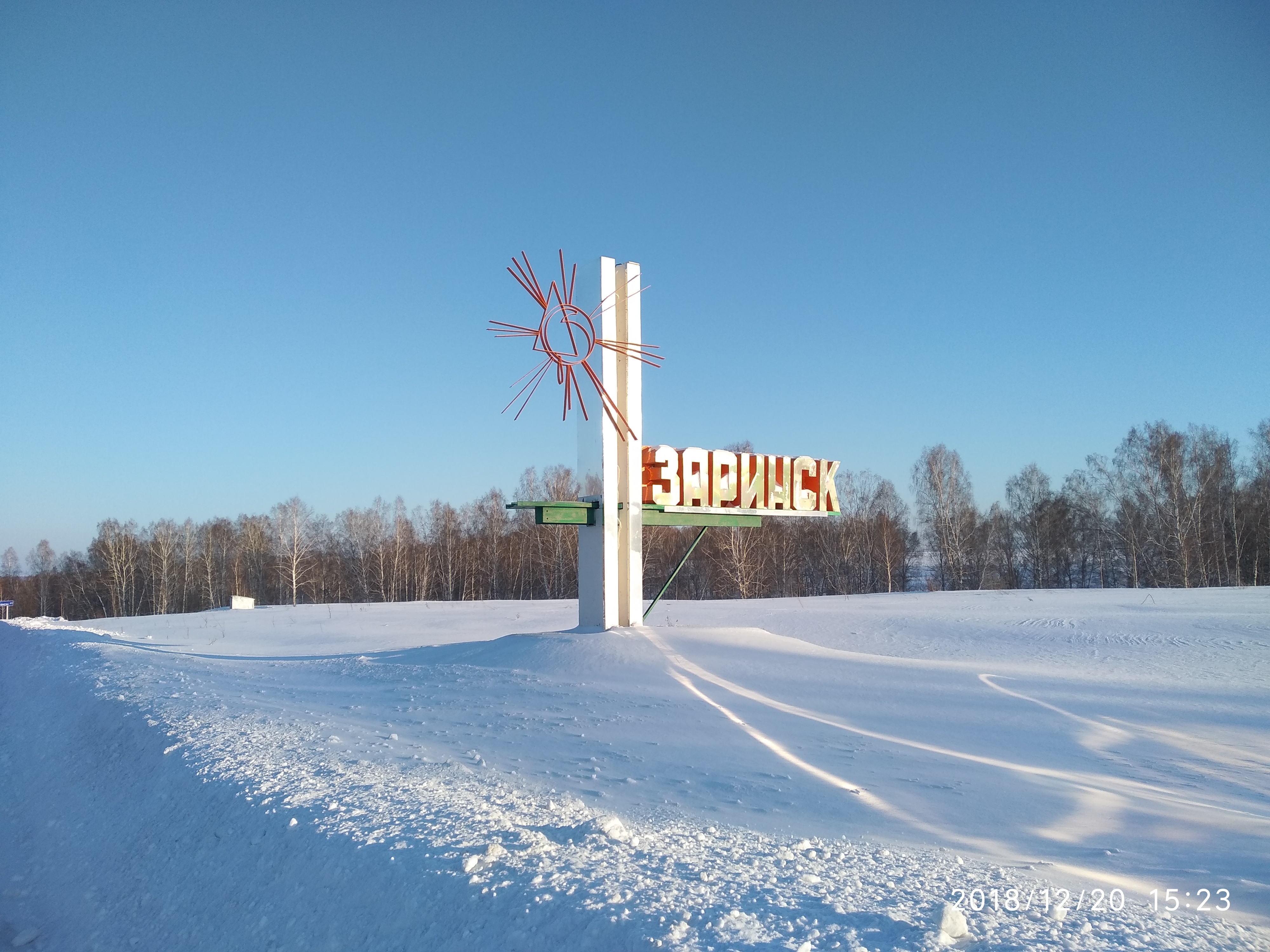
Стела на въезде в Заринск

Представительным органом местного самоуправления является городское собрание депутатов. Депутаты городского собрания избираются гражданами РФ, проживающими на территории городского округа, в количестве 25 человек на основе всеобщего, равного и прямого избирательного права при тайном голосовании сроком на 4 года. Органом исполнительной власти является администрация города Заринска.
Глава города
Избирается городским собранием из числа депутатов. Глава администрации города — Азгалдян Виктор Шагенович.

## Экономика

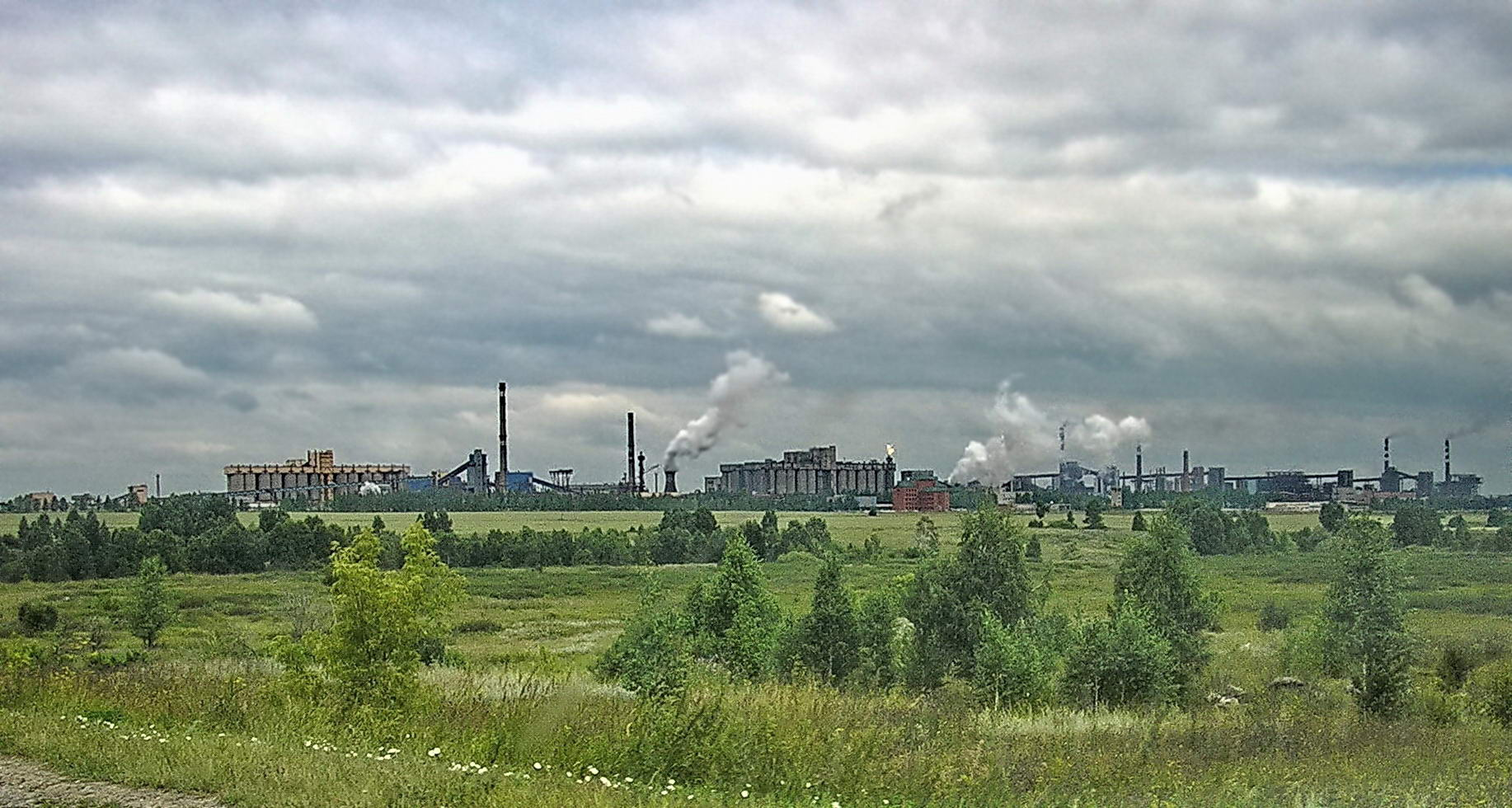
ОАО «Алтай-кокс»

Градообразующее предприятие АО «Алтай-кокс». В 2006 году предприятие вошло в состав ПАО НЛМК. На нём налажено производство кокса, каменноугольной смолы, бензола и сульфата аммония. Численность рабочих достигает 3500 человек, а 70 % продукции до введения ЕС в 2022 г. санкций против российских углепродуктов шло на экспорт в Индию, Германию, Казахстан, Венгрию, Словакию.
В городе также есть предприятия:
- ООО «Холод» — производство молочной продукции;
- ООО «Русская кожа Алтай» — переработка кожевенного сырья;
- ООО «Сибирский фанерный комбинат» — производство фанеры;
- ООО «Экспресс-лес» — производство пиломатериалов;
- ООО «Заринская вагоноремонтная компания» — ремонт колёсных пар железнодорожных вагонов;
- ООО «Заринский МПЗ» — переработка мяса;
- ООО «Алтай Декинг» — производство террасной доски.

## Достопримечательности
1. Заринский краеведческий музей.
2. Дом культуры «Строитель».
3. Площадь Металлургов.
4. Поле Коммунаров.

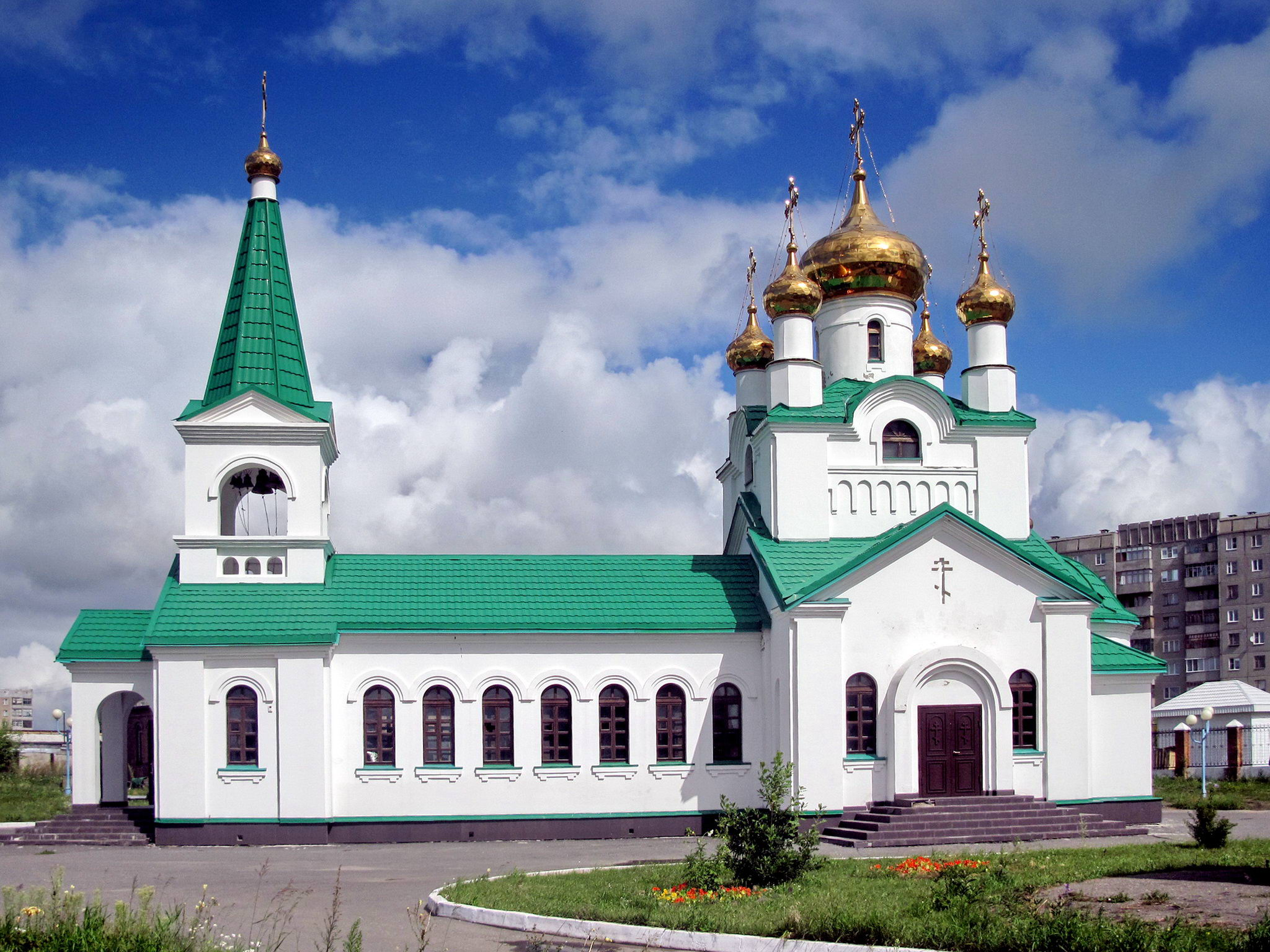
Храм Вознесения Христова

5. Памятник содружеству с Афганистаном[26].
6. Фонтан.
7. Памятник грейдеру.
8. Дом культуры «Северный».
9. Площадь у фонтана.
10. Площадь у верстового столба.
11. Мемориал Славы Великой Победы и вечный огонь.
12. Памятник БТР.
13. Храм Вознесения Христова.
14. Храм пророка Илии Фесвитянина.
15. Дерево влюблённых.
16. Аллея металлургов.
17. Зона отдыха на перроне железнодорожного вокзала
18. Центральная площадь.
19. Сквер «Спортивный».
20. Храм Серафима Саровского в Сорокино.

## Транспорт
Железнодорожная станция Заринская Западно-Сибирской железной дороги соединяет город с Барнаулом и Новокузнецком.
Междугородное автобусное сообщение осуществляется в ряд сибирских городов: Бийск, Барнаул, Новокузнецк, Новосибирск.
Через Заринск проходят дороги регионального значения Мартыново — Тогул — Залесово и Белоярск —Заринск.
В городе действует 4 городских автобусных маршрута (1, 2, 3, 4), все начинаются от железнодорожного вокзала. Также имеется автобусное сообщение между г. Заринском и ближайшими населёнными пунктами Заринского района.